# (15810) 1994 JR1
Arawn（1994 JR1）は、冥王星族に属する小惑星の1つである。2012年にこの天体は冥王星の準衛星であるという説が提唱されたが、後の詳細な観測結果に基づきそれを否定する説もある。

## 軌道の性質

### 概要
1994 JR1は、海王星と2:3の軌道共鳴をしている冥王星族に属する天体である。太陽から平均59億2400万km（39.60au）離れた位置を約249年かけて公転している。離心率0.12、軌道傾斜角3.8度と、冥王星よりも正常な軌道で公転している。1996年7月17日に近日点を通過しており、次回近日点に戻ってくるのは23世紀頃である。また、冥王星族としての発見は古いほうであり、カイパーベルト天体としては13番目に発見された天体である。

### 冥王星の準衛星とする仮説
1994 JR1は、発見から18年経った2012年になって、冥王星の準衛星であるという仮説が提唱された。すなわち見かけ上は、冥王星から見れば1994 JR1は衛星に見える振る舞いをする。しかし他の惑星で発見されている準衛星が、その天体に接近し、天体の重力による1:1の軌道共鳴によって準衛星となっているのに対し、1994 JR1の場合は冥王星ではない他の天体、すなわち海王星の重力による軌道共鳴によって、冥王星と1:1の軌道共鳴をしている。これは2013年現在、1994 JR1のみで見られている性質である。1994 JR1は、約10万年前からこの軌道にあり、あと約25万年間はこの軌道を維持していると考えられている。
また、後の観測を元にした計算では、1994 JR1が冥王星の準衛星であるとする仮説で述べられている力学的な状態が確認された。
しかし、1994 JR1を冥王星の準衛星とみなすべきかについては、天文学者の間で広く合意が得られているわけではない。これは上述の通り、この天体は冥王星にではなく主に海王星の重力によってその軌道を支配されており、海王星からの影響と比較すると、冥王星から受ける影響は一時的であり小さいものだからである。また、後のニュー・ホライズンズの観測により天体の位置と軌道が詳細に決定され、冥王星の準衛星であるという仮説には否定的な結果が得られている。

### 軌道進化
1994 JR1は普段、冥王星から数億km離れているが、カルロス・デ・ラ・フエンテマルコスの計算によれば、今から約1万3000年後には、冥王星から約1040万kmまで接近すると考えられている。これは冥王星とカロンの公転半径の約530倍である。
1994 JR1の軌道は非常に安定しているため、冥王星と同じくらい古い時代に形成された天体であると考えられている。それは、この軌道に、比較的最近生じた小惑星同士の衝突で生じた破片が入り込む可能性はかなり低いと考えられているためである。

## 物理的性質
1994 JR1の絶対等級は7.7であり、推定される直径は約127kmである。これは準衛星としては、海王星の準衛星である(309239) 2007 RW10の約247kmに次いで大きい。

## 観測
1994 JR1は、冥王星に最も近い位置にある天体の1つである。2017年4月10日には、1994 JR1は、冥王星から約4億km（2.7au）離れた位置にある。これは、2015年7月14日に冥王星にフライバイしたニュー・ホライズンズにより、同年11月2日に遠方より観測された。なお、数億km単位で離れているのは、地球の準衛星が数千万kmであることを考えると極めて遠いと感じるかもしれないが、冥王星は軌道の大きさが地球よりもはるかに大きいため、むしろ近い方である。
2016年4月7日から8日にかけて、ニュー・ホライズンズによってこれまでで最も近い距離である1億1100万kmからの観測が行なわれた。この観測によって、1994 JR1の位置が1000 km以内の精度で決定された。さらにこの時のデータからこの天体の自転周期も観測され、5.47時間であると決定された。

## 発見
1994 JR1は、1994年5月12日にマイケル・アーウィンとアンナ・ジツコフによってパロマー天文台で発見された。小惑星番号は2000年7月26日に付与された。

## 名称
2017年1月12日、ウェールズの伝承マビノギオンの中でも特に有名なマビノギ四枝の第一枝、『ダヴェドの大公プイス』に登場する黄泉の国アンヌンの王にちなんで、アラウンと命名された。